# Théodomir
Théodomir (ou Théodomer) fut roi des Francs, peut-être rhénans,,, mais saliens selon Grégoire de Tours au début du Ve siècle. Il est le fils de Richomer, général franc au service de Rome et consul en 384, et d'Ascyla. Il est égorgé avec sa mère en 421 ou en 428.

## Biographie
La seule certitude sur Théodomir vient du récit de Grégoire de Tours qui mentionne que les tables consulaires parlent de Théodomir, roi des Francs et fils de Richomer et d'Ascyla, égorgé par les Romains avec sa mère. La date de ces évènements n'est pas certaine et les dates de 421, ou 428 sont avancées. Ni Godefroid Kurth ni Michel Rouche ne donnent de date,. 
Il peut sembler curieux que le fils d'un général franc au service de Rome et régulièrement présent à la cour devienne roi des Francs. La situation n'est cependant pas sans précédent, le cas de Mallobaud qui a été  trente ans auparavant « comte des domestiques » dans l'armée romaine et « roi des Francs » en est la preuve,.
Il est ensuite égorgé par les Romains avec sa mère en 421 ou en 428. Dans son Dictionnaire des Francs, les Temps mérovingiens (1996), Pierre Riché pense ceci : « Il soutint la cause des usurpateurs Constantin III et Jovin ». Selon lui, Théodomir aurait été exécuté par le pouvoir romain en place (l'empereur  Honorius) pour avoir soutenu les usurpateurs. C'est possible, mais les usurpations de Constantin et Jovin remontent aux années 407 à 411 et on voit mal pourquoi Honorius aurait attendu dix à vingt ans pour châtier les séditieux.

## Hypothèse sur sa descendance
Selon certains auteurs, Théodomir pourrait être le père de Clodion le Chevelu, mais la question est encore débattue. Dans ce cas il serait le trisaïeul de Clovis.
- Vers 580, Grégoire de Tours déclare que Clodion règne après Théodomir. Ce récit prouve seulement que Grégoire de Tours ignore s'il y a une parenté entre Théodomir et Clodion. Il écrit un siècle plus tard et a certainement eu accès à des sources contemporaines, mais ces documents ne l'ont pas renseigné sur le sujet. On ne sait pas plus si la succession est immédiate ou s'il s'écoule plusieurs années entre les deux rois[6].

- Vers 660, la Chronique de Frédégaire précise que Clodion a succédé à son père Théodomir. Mais la plupart des historiens considèrent que ce texte est une interpolation de celui de Grégoire de Tours, ce qui est le plus probable. Toutefois, il reste une très faible possibilité que l'auteur de la Chronique ait eu accès à des sources distinctes de celle de Grégoire de Tours, comme le montrent quelques anecdotes qui ne figurent pas dans l'Histoire des Francs. Cette parenté entre Théodomir et Clodion ne peut être ni confirmée, ni infirmée[6].

- Enfin en 727, le Liber Historiae Francorum raconte que le père de Clodion est un roi franc du nom de Pharamond, inconnu des sources contemporaines (la première mention de Pharamond remonte au début du VIIe siècle). C'est la théorie qui a prévalu pendant le Moyen Âge et l'Ancien Régime, mais elle est maintenant abandonnée depuis les travaux de Godefroid Kurth. Le Liber est par ailleurs fautif, car il attribue deux pères distincts à Marcomir, père de Pharamond, et Sunnon, alors que les textes romains attestent qu'ils étaient frères[6].

Sans préciser si Théodomir est le père de Clodion, Godefroid Kurth considère Théodemir comme un mérovingien. Enfin selon Christian Settipani, les éléments onomastiques qui composent les prénoms de Richomer et Théodemer se retrouvent parmi les descendants de Clodion (Mérovée, Childéric, Théodoric, Clodomir), ce qui n'est pas le cas du groupe Marcomir-Sunno-Pharamond.
|                             |                             |                             |                             |                                |                                |                                |                                |                                |                                |                            |                            |                            |                            |  |  |                          |                          |                          |                          |                          |                          |  |  |                                   |                                   |                                   |                                   | Teutomer général franc            |                                   |  |  |                            |                            |                            |                            |                            |                            |                            |                            |                            |                            |                               |                               |                               |                               |                               |                               |  |  |        |        |                                           |                                           |                                           |                                           |                                           |                                           |  |  |  |  |  |  |  |  |  |  |  |  |  |  |  |  |  |  |  |  |  |  |  |  |  |  |  |  |  |  |
|                             |                             |                             |                             |                                |                                |                                |                                |                                |                                |                            |                            |                            |                            |  |  |                          |                          |                          |                          |                          |                          |  |  |                                   |                                   |                                   |                                   |                                   |                                   |  |  |                            |                            |                            |                            |                            |                            |                            |                            |                            |                            |                               |                               |                               |                               |                               |                               |  |  |        |        |                                           |                                           |                                           |                                           |                                           |                                           |  |  |  |  |  |  |  |  |  |  |  |  |  |  |  |  |  |  |  |  |  |  |  |  |  |  |  |  |  |  |
|                             |                             |                             |                             |                                |                                |                                |                                |                                |                                |                            |                            |                            |                            |  |  |                          |                          |                          |                          |                          |                          |  |  |                                   |                                   |                                   |                                   |                                   |                                   |  |  |                            |                            |                            |                            |                            |                            |                            |                            |                            |                            |                               |                               |                               |                               |                               |                               |  |  |        |        |                                           |                                           |                                           |                                           |                                           |                                           |  |  |  |  |  |  |  |  |  |  |  |  |  |  |  |  |  |  |  |  |  |  |  |  |  |  |  |  |  |  |
|                             |                             |                             |                             |                                |                                |                                |                                | Baudo consul (385) († 388)     | Baudo consul (385) († 388)     | Baudo consul (385) († 388) | Baudo consul (385) († 388) | Baudo consul (385) († 388) | Baudo consul (385) († 388) |  |  | Ne                       | Ne                       | Ne                       | Ne                       | Ne                       | Ne                       |  |  |                                   |                                   |                                   |                                   |                                   |                                   |  |  |                            |                            |                            |                            |                            |                            |                            |                            |                            |                            | Richomer consul (384) († 393) | Richomer consul (384) († 393) | Richomer consul (384) († 393) | Richomer consul (384) († 393) | Richomer consul (384) († 393) | Richomer consul (384) († 393) |  |  | Ascyla | Ascyla | Ascyla                                    | Ascyla                                    | Ascyla                                    | Ascyla                                    |                                           |                                           |  |  |  |  |  |  |  |  |  |  |  |  |  |  |  |  |  |  |  |  |  |  |  |  |  |  |  |  |  |  |
|                             |                             |                             |                             |                                |                                |                                |                                | Baudo consul (385) († 388)     | Baudo consul (385) († 388)     | Baudo consul (385) († 388) | Baudo consul (385) († 388) | Baudo consul (385) († 388) | Baudo consul (385) († 388) |  |  | Ne                       | Ne                       | Ne                       | Ne                       | Ne                       | Ne                       |  |  |                                   |                                   |                                   |                                   |                                   |                                   |  |  |                            |                            |                            |                            |                            |                            |                            |                            |                            |                            | Richomer consul (384) († 393) | Richomer consul (384) († 393) | Richomer consul (384) († 393) | Richomer consul (384) († 393) | Richomer consul (384) († 393) | Richomer consul (384) († 393) |  |  | Ascyla | Ascyla | Ascyla                                    | Ascyla                                    | Ascyla                                    | Ascyla                                    |                                           |                                           |  |  |  |  |  |  |  |  |  |  |  |  |  |  |  |  |  |  |  |  |  |  |  |  |  |  |  |  |  |  |
|                             |                             |                             |                             |                                |                                |                                |                                |                                |                                |                            |                            |                            |                            |  |  |                          |                          |                          |                          |                          |                          |  |  |                                   |                                   |                                   |                                   |                                   |                                   |  |  |                            |                            |                            |                            |                            |                            |                            |                            |                            |                            |                               |                               |                               |                               |                               |                               |  |  |        |        |                                           |                                           |                                           |                                           |                                           |                                           |  |  |  |  |  |  |  |  |  |  |  |  |  |  |  |  |  |  |  |  |  |  |  |  |  |  |  |  |  |  |
|                             |                             |                             |                             |                                |                                |                                |                                |                                |                                |                            |                            |                            |                            |  |  |                          |                          |                          |                          |                          |                          |  |  |                                   |                                   |                                   |                                   |                                   |                                   |  |  |                            |                            |                            |                            |                            |                            |                            |                            |                            |                            |                               |                               |                               |                               |                               |                               |  |  |        |        |                                           |                                           |                                           |                                           |                                           |                                           |  |  |  |  |  |  |  |  |  |  |  |  |  |  |  |  |  |  |  |  |  |  |  |  |  |  |  |  |  |  |
| Arcadius empereur (395-408) | Arcadius empereur (395-408) | Arcadius empereur (395-408) | Arcadius empereur (395-408) | Arcadius empereur (395-408)    | Arcadius empereur (395-408)    |                                |                                | Eudoxie Aellia                 | Eudoxie Aellia                 | Eudoxie Aellia             | Eudoxie Aellia             | Eudoxie Aellia             | Eudoxie Aellia             |  |  | Arbogast général († 394) | Arbogast général († 394) | Arbogast général († 394) | Arbogast général († 394) | Arbogast général († 394) | Arbogast général († 394) |  |  |                                   |                                   |                                   |                                   |                                   |                                   |  |  | Wallia r.Wisigoths († 418) | Wallia r.Wisigoths († 418) | Wallia r.Wisigoths († 418) | Wallia r.Wisigoths († 418) | Wallia r.Wisigoths († 418) | Wallia r.Wisigoths († 418) |                            |                            | Ne                         | Ne                         | Ne                            | Ne                            | Ne                            | Ne                            |                               |                               |  |  |        |        | Théodomir roi franc († 420)               | Théodomir roi franc († 420)               | Théodomir roi franc († 420)               | Théodomir roi franc († 420)               | Théodomir roi franc († 420)               | Théodomir roi franc († 420)               |  |  |  |  |  |  |  |  |  |  |  |  |  |  |  |  |  |  |  |  |  |  |  |  |  |  |  |  |  |  |
| Arcadius empereur (395-408) | Arcadius empereur (395-408) | Arcadius empereur (395-408) | Arcadius empereur (395-408) | Arcadius empereur (395-408)    | Arcadius empereur (395-408)    |                                |                                | Eudoxie Aellia                 | Eudoxie Aellia                 | Eudoxie Aellia             | Eudoxie Aellia             | Eudoxie Aellia             | Eudoxie Aellia             |  |  | Arbogast général († 394) | Arbogast général († 394) | Arbogast général († 394) | Arbogast général († 394) | Arbogast général († 394) | Arbogast général († 394) |  |  |                                   |                                   |                                   |                                   |                                   |                                   |  |  | Wallia r.Wisigoths († 418) | Wallia r.Wisigoths († 418) | Wallia r.Wisigoths († 418) | Wallia r.Wisigoths († 418) | Wallia r.Wisigoths († 418) | Wallia r.Wisigoths († 418) |                            |                            | Ne                         | Ne                         | Ne                            | Ne                            | Ne                            | Ne                            |                               |                               |  |  |        |        | Théodomir roi franc († 420)               | Théodomir roi franc († 420)               | Théodomir roi franc († 420)               | Théodomir roi franc († 420)               | Théodomir roi franc († 420)               | Théodomir roi franc († 420)               |  |  |  |  |  |  |  |  |  |  |  |  |  |  |  |  |  |  |  |  |  |  |  |  |  |  |  |  |  |  |
|                             |                             |                             |                             |                                |                                |                                |                                |                                |                                |                            |                            |                            |                            |  |  |                          |                          |                          |                          |                          |                          |  |  |                                   |                                   |                                   |                                   |                                   |                                   |  |  |                            |                            |                            |                            |                            |                            |                            |                            |                            |                            |                               |                               |                               |                               |                               |                               |  |  |        |        |                                           |                                           |                                           |                                           |                                           |                                           |  |  |  |  |  |  |  |  |  |  |  |  |  |  |  |  |  |  |  |  |  |  |  |  |  |  |  |  |  |  |
|                             |                             |                             |                             | Théodose II empereur (408-450) | Théodose II empereur (408-450) | Théodose II empereur (408-450) | Théodose II empereur (408-450) | Théodose II empereur (408-450) | Théodose II empereur (408-450) |                            |                            |                            |                            |  |  |                          |                          |                          |                          |                          |                          |  |  | Ermengaire roi des Suèves († 441) | Ermengaire roi des Suèves († 441) | Ermengaire roi des Suèves († 441) | Ermengaire roi des Suèves († 441) | Ermengaire roi des Suèves († 441) | Ermengaire roi des Suèves († 441) |  |  |                            |                            |                            |                            | Ne (mariée à un roi suève) | Ne (mariée à un roi suève) | Ne (mariée à un roi suève) | Ne (mariée à un roi suève) | Ne (mariée à un roi suève) | Ne (mariée à un roi suève) |                               |                               |                               |                               |                               |                               |  |  |        |        | Clodion le Chevelu roi des Francs († 450) | Clodion le Chevelu roi des Francs († 450) | Clodion le Chevelu roi des Francs († 450) | Clodion le Chevelu roi des Francs († 450) | Clodion le Chevelu roi des Francs († 450) | Clodion le Chevelu roi des Francs († 450) |  |  |  |  |  |  |  |  |  |  |  |  |  |  |  |  |  |  |  |  |  |  |  |  |  |  |  |  |  |  |
|                             |                             |                             |                             | Théodose II empereur (408-450) | Théodose II empereur (408-450) | Théodose II empereur (408-450) | Théodose II empereur (408-450) | Théodose II empereur (408-450) | Théodose II empereur (408-450) |                            |                            |                            |                            |  |  |                          |                          |                          |                          |                          |                          |  |  | Ermengaire roi des Suèves († 441) | Ermengaire roi des Suèves († 441) | Ermengaire roi des Suèves († 441) | Ermengaire roi des Suèves († 441) | Ermengaire roi des Suèves († 441) | Ermengaire roi des Suèves († 441) |  |  |                            |                            |                            |                            | Ne (mariée à un roi suève) | Ne (mariée à un roi suève) | Ne (mariée à un roi suève) | Ne (mariée à un roi suève) | Ne (mariée à un roi suève) | Ne (mariée à un roi suève) |                               |                               |                               |                               |                               |                               |  |  |        |        | Clodion le Chevelu roi des Francs († 450) | Clodion le Chevelu roi des Francs († 450) | Clodion le Chevelu roi des Francs († 450) | Clodion le Chevelu roi des Francs († 450) | Clodion le Chevelu roi des Francs († 450) | Clodion le Chevelu roi des Francs († 450) |  |  |  |  |  |  |  |  |  |  |  |  |  |  |  |  |  |  |  |  |  |  |  |  |  |  |  |  |  |  |
|                             |                             |                             |                             |                                |                                |                                |                                |                                |                                |                            |                            |                            |                            |  |  |                          |                          |                          |                          |                          |                          |  |  |                                   |                                   |                                   |                                   |                                   |                                   |  |  |                            |                            |                            |                            |                            |                            |                            |                            |                            |                            |                               |                               |                               |                               |                               |                               |  |  |        |        |                                           |                                           |                                           |                                           |                                           |                                           |  |  |  |  |  |  |  |  |  |  |  |  |  |  |  |  |  |  |  |  |  |  |  |  |  |  |  |  |  |  |
|                             |                             |                             |                             |                                |                                |                                |                                |                                |                                |                            |                            |                            |                            |  |  |                          |                          |                          |                          |                          |                          |  |  | Rechila roi des Suèves († 448)    | Rechila roi des Suèves († 448)    | Rechila roi des Suèves († 448)    | Rechila roi des Suèves († 448)    | Rechila roi des Suèves († 448)    | Rechila roi des Suèves († 448)    |  |  | Ricimer patrice (457-472)  | Ricimer patrice (457-472)  | Ricimer patrice (457-472)  | Ricimer patrice (457-472)  | Ricimer patrice (457-472)  | Ricimer patrice (457-472)  |                            |                            | Ne x Gondioc r. Burgondes  | Ne x Gondioc r. Burgondes  | Ne x Gondioc r. Burgondes     | Ne x Gondioc r. Burgondes     | Ne x Gondioc r. Burgondes     | Ne x Gondioc r. Burgondes     |                               |                               |  |  |        |        | Mérovée roi des Francs († 456)            | Mérovée roi des Francs († 456)            | Mérovée roi des Francs († 456)            | Mérovée roi des Francs († 456)            | Mérovée roi des Francs († 456)            | Mérovée roi des Francs († 456)            |  |  |  |  |  |  |  |  |  |  |  |  |  |  |  |  |  |  |  |  |  |  |  |  |  |  |  |  |  |  |
|                             |                             |                             |                             |                                |                                |                                |                                |                                |                                |                            |                            |                            |                            |  |  |                          |                          |                          |                          |                          |                          |  |  | Rechila roi des Suèves († 448)    | Rechila roi des Suèves († 448)    | Rechila roi des Suèves († 448)    | Rechila roi des Suèves († 448)    | Rechila roi des Suèves († 448)    | Rechila roi des Suèves († 448)    |  |  | Ricimer patrice (457-472)  | Ricimer patrice (457-472)  | Ricimer patrice (457-472)  | Ricimer patrice (457-472)  | Ricimer patrice (457-472)  | Ricimer patrice (457-472)  |                            |                            | Ne x Gondioc r. Burgondes  | Ne x Gondioc r. Burgondes  | Ne x Gondioc r. Burgondes     | Ne x Gondioc r. Burgondes     | Ne x Gondioc r. Burgondes     | Ne x Gondioc r. Burgondes     |                               |                               |  |  |        |        | Mérovée roi des Francs († 456)            | Mérovée roi des Francs († 456)            | Mérovée roi des Francs († 456)            | Mérovée roi des Francs († 456)            | Mérovée roi des Francs († 456)            | Mérovée roi des Francs († 456)            |  |  |  |  |  |  |  |  |  |  |  |  |  |  |  |  |  |  |  |  |  |  |  |  |  |  |  |  |  |  |
|                             |                             |                             |                             |                                |                                |                                |                                |                                |                                |                            |                            |                            |                            |  |  |                          |                          |                          |                          |                          |                          |  |  |                                   |                                   |                                   |                                   |                                   |                                   |  |  |                            |                            |                            |                            |                            |                            |                            |                            |                            |                            |                               |                               |                               |                               |                               |                               |  |  |        |        | Mérovingiens                              |                                           |                                           |                                           |                                           |                                           |  |  |  |  |  |  |  |  |  |  |  |  |  |  |  |  |  |  |  |  |  |  |  |  |  |  |  |  |  |  |

### Sources primaires
« Nous lisons aussi dans les tables consulaires que Théodomir, roi des Francs, fils de feu Richomer, et sa mère Ascyla ont été égorgés. On rapporte également que Clodion, qui était alors un homme capable et très noble dans sa nation, a été roi des Francs »  (Grégoire de Tours, Histoire des Francs, Livre 2, chapitre 9).
« Pendant longtemps, ils (les Francs) ont refusé avec leurs ducs de subir des dominations étrangères ... Ensuite, les ducs ayant disparu, on créa de nouveau chez les Francs des rois qu'on prit dans la famille de ceux qui existaient auparavant ... Les Francs qui cherchaient activement à choisir un roi chevelu ... en nommèrent un qu'ils prennent dans la descendance de Priam, de Frigas et de Francion. Il se nommait Theudemar ; c'était le fils de ce Ricimer, le personnage tué par les Romains ... Il eut comme successeur son fils Clodion » (Frédégaire, Chronique, 2-9).

### Sources secondaires
- Godefroid Kurth, Clovis, Tours, Alfred Mame et fils, 1896, XXIV-630 p. (présentation en ligne, lire en ligne)Réédition : Godefroid Kurth, Clovis, le fondateur, Paris, Tallandier, coll. « Biographie », 2005, préface puis 625 p. (ISBN 2-84734-215-X).
- Karl Ferdinand Werner, Les Origines : Avant l'an mil, Paris, Le Livre de poche, coll. « Histoire de France », 1984 (réimpr. 1996) [détail des éditions] (ISBN 978-2-253-06203-5).
- Christian Settipani, Les Ancêtres de Charlemagne - Addenda, Paris, 1990.
- Pierre Riché et Patrick Périn, Dictionnaire des Francs - Les temps Mérovingiens, Paris, Bartillat, 1996 (ISBN 2-8410-0008-7).
- Christian Settipani, « Clovis, un roi sans ancêtre ? », Gé-Magazine, no 153,‎ octobre 1996 .
- Michel Rouche, Clovis, Paris, Éditions Fayard, 1996 (ISBN 2-2135-9632-8).